# Gangbei
Gangbei (chinesisch 港北区, Pinyin Gǎngběi Qū; Zhuang Gangjbwz Gih) ist ein chinesischer Stadtbezirk der bezirksfreien Stadt Guigang im Autonomen Gebiet Guangxi. Der Stadtbezirk hat eine Fläche von 1.097 Quadratkilometern und zählt 627.900 Einwohner (Stand: 2018).

## Administrative Gliederung
Auf Gemeindeebene setzt sich der Stadtbezirk aus einem Straßenviertel, drei Großgemeinden und vier Gemeinden zusammen. Diese sind:
- Straßenviertel Guicheng 贵城街道

- Großgemeinde Gangcheng (港城镇)
- Großgemeinde Dawei (大圩镇)
- Großgemeinde Qingfeng (庆丰镇)

- Gemeinde Qishi (奇石乡)
- Gemeinde Zhongli (中里乡)
- Gemeinde Genzhu (根竹乡)
- Gemeinde Wule (武乐乡)